# Tel Aviv Open 2022
Tel Aviv Open 2022 (còn được biết đến với Tel Aviv Watergen Open 2022 vì lý do tài trợ) là một giải quần vợt thi đấu trên mặt sân cứng trong nhà. Đây là lần thứ 1 giải Tel Aviv Open được tổ chức ở cấp độ ATP Tour kể từ năm 1996, và là một phần của ATP Tour 250 trong ATP Tour 2022. Giải đấu diễn ra tại Expo Tel Aviv ở Tel Aviv, Israel, từ ngày 26 tháng 9 đến ngày 2 tháng 10 năm 2022.
Giải đấu được tổ chức do các giải quần vợt ở Trung Quốc trong năm 2022 bị hủy vì đại dịch COVID-19.

## Nội dung đơn

### Hạt giống
| Quốc gia | Tay vợt                 | Xếp hạng1 | Hạt giống |
| -------- | ----------------------- | --------- | --------- |
| SRB      | Novak Djokovic          | 7         | 1         |
| CRO      | Marin Čilić             | 16        | 2         |
| ARG      | Diego Schwartzman       | 17        | 3         |
| USA      | Maxime Cressy           | 34        | 4         |
| NED      | Botic van de Zandschulp | 35        | 5         |
|          | Aslan Karatsev          | 39        | 6         |
| FRA      | Adrian Mannarino        | 47        | 7         |
| NED      | Tallon Griekspoor       | 48        | 8         |

- 1 Bảng xếp hạng vào ngày 19 tháng 9 năm 2022.[4]

### Vận động viên khác
Đặc cách:
- Hamad Međedović
- Yshai Oliel
- Dominic Thiem

Vượt qua vòng loại:
- Liam Broady
- Marius Copil
- Cem İlkel
- Edan Leshem

Thua cuộc may mắn:
- Vasek Pospisil

### Rút lui
- Benjamin Bonzi → thay thế bởi  Hugo Grenier
- Karen Khachanov → thay thế bởi  J. J. Wolf
- Alex Molčan → thay thế bởi  Tomás Martín Etcheverry
- Tommy Paul → thay thế bởi  Constant Lestienne
- Albert Ramos Viñolas → thay thế bởi  Vasek Pospisil

## Nội dung đôi

### Hạt giống
| Quốc gia | Tay vợt           | Quốc gia | Tay vợt          | Xếp hạng1 | Hạt giống |
| -------- | ----------------- | -------- | ---------------- | --------- | --------- |
| IND      | Rohan Bopanna     | NED      | Matwé Middelkoop | 45        | 1         |
| GER      | Kevin Krawietz    | GER      | Andreas Mies     | 60        | 2         |
| MEX      | Santiago González | ARG      | Andrés Molteni   | 68        | 3         |
| URU      | Ariel Behar       | ARG      | Máximo González  | 93        | 4         |

- 1 Bảng xếp hạng vào ngày 19 tháng 9 năm 2022.

### Vận động viên khác
Đặc cách:
- Daniel Cukierman /  Edan Leshem
- Hamad Međedović /  Yshai Oliel

Thay thế:
- Marco Bortolotti /  Sergio Martos Gornés

### Rút lui
- Benjamin Bonzi /  Arthur Rinderknech → thay thế bởi  Marco Bortolotti /  Sergio Martos Gornés
- Tomás Martín Etcheverry /  Albert Ramos Viñolas → thay thế bởi  Novak Djokovic /  Jonathan Erlich

## Nhà vô địch

### Đơn
- Novak Djokovic đánh bại  Marin Čilić, 6–3, 6–4

### Đôi
- Rohan Bopanna /  Matwé Middelkoop đánh bại  Santiago González /  Andrés Molteni, 6–2, 6–4